# 柯先生與紀小姐
《柯先生與紀小姐》是台灣的一個三台聯播科普節目，1983年5月2日開播，1984年停播，製作單位是光啟文教視聽節目服務社，男主持人阮大年，女主持人王羽。「柯紀」二字與「科技」二字同音。此節目由老三台輪流主播，一台主播一季（三個月），開播時由中國電視公司主播，第二季輪到中華電視台主播，第三季輪到臺灣電視公司主播。阮大年時任行政院科技顧問組執行秘書，扮演「柯先生」；王羽曾任空中小姐、台視氣象主播，扮演「紀小姐」。
《柯先生與紀小姐》入圍1985年第20屆金鐘獎電視金鐘獎教育文化節目獎。